# Tragonísi (Mykonos)
Tragonísi, en grec moderne : Τραγονήσι, est une île inhabitée au large de l'île de Mykonos, en mer Égée en Grèce.